# Козиха (Новосибирская область)
Козиха — село в Ордынском районе Новосибирской области России. Административный центр Козихинского сельсовета.
В селе расположен Михаило-Архангельский мужской монастырь.

## География
Площадь села — 188 гектаров.

## Население
| 2002 | 2007  | 2010 |
| ---- | ----- | ---- |
| 807  | ↗1000 | ↘960 |

## История
До революции село относилось к Верхнеирменской волости Барнаульского уезда.

## Инфраструктура
В селе по данным на 2007 год функционируют 1 учреждение здравоохранения и 2 учреждения образования.